# Per Kærsgaard Laursen
Per Kærsgaard Laursen (nascido em 7 de novembro de 1955) é um ex-ciclista dinamarquês. Foi um dos atletas que representou a Dinamarca nos Jogos Olímpicos de 1980, em Moscou, onde terminou em décimo lugar competindo nos 100 km de contrarrelógio por equipes.